# Toxocarpus
Toxocarpus là chi thực vật có hoa trong họ Apocynaceae.